# Saint-Avit-de-Tardes
Saint-Avit-de-Tardes ist eine Gemeinde im Zentralmassiv in Frankreich. Sie gehört zur Region Nouvelle-Aquitaine, zum Département Creuse, zum Arrondissement Aubusson und zum Kanton Aubusson. 

## Geografie
Die Gemeinde grenzt im Norden an Saint-Silvain-Bellegarde, im Osten an La Villetelle, im Süden an Saint-Pardoux-d’Arnet und im Westen an Néoux. In Saint-Avit-de-Tardes kreuzen sich die Départementsstraßen D38 und D941. Letztere ist eine Fernstraße. Der Tardes kommt vom Osten und fließt nach Norden.

## Bevölkerungsentwicklung
| Jahr      | 1962 | 1968 | 1975 | 1982 | 1990 | 1999 | 2008 | 2012 |
| --------- | ---- | ---- | ---- | ---- | ---- | ---- | ---- | ---- |
| Einwohner | 330  | 284  | 248  | 212  | 206  | 171  | 191  | 182  |

## Sehenswürdigkeiten
- Automuseum Collection Ferrari Le Mas-du-Clos
- Kirche Saint-Avit
- Rennstrecke Circuit du Mas du Clos

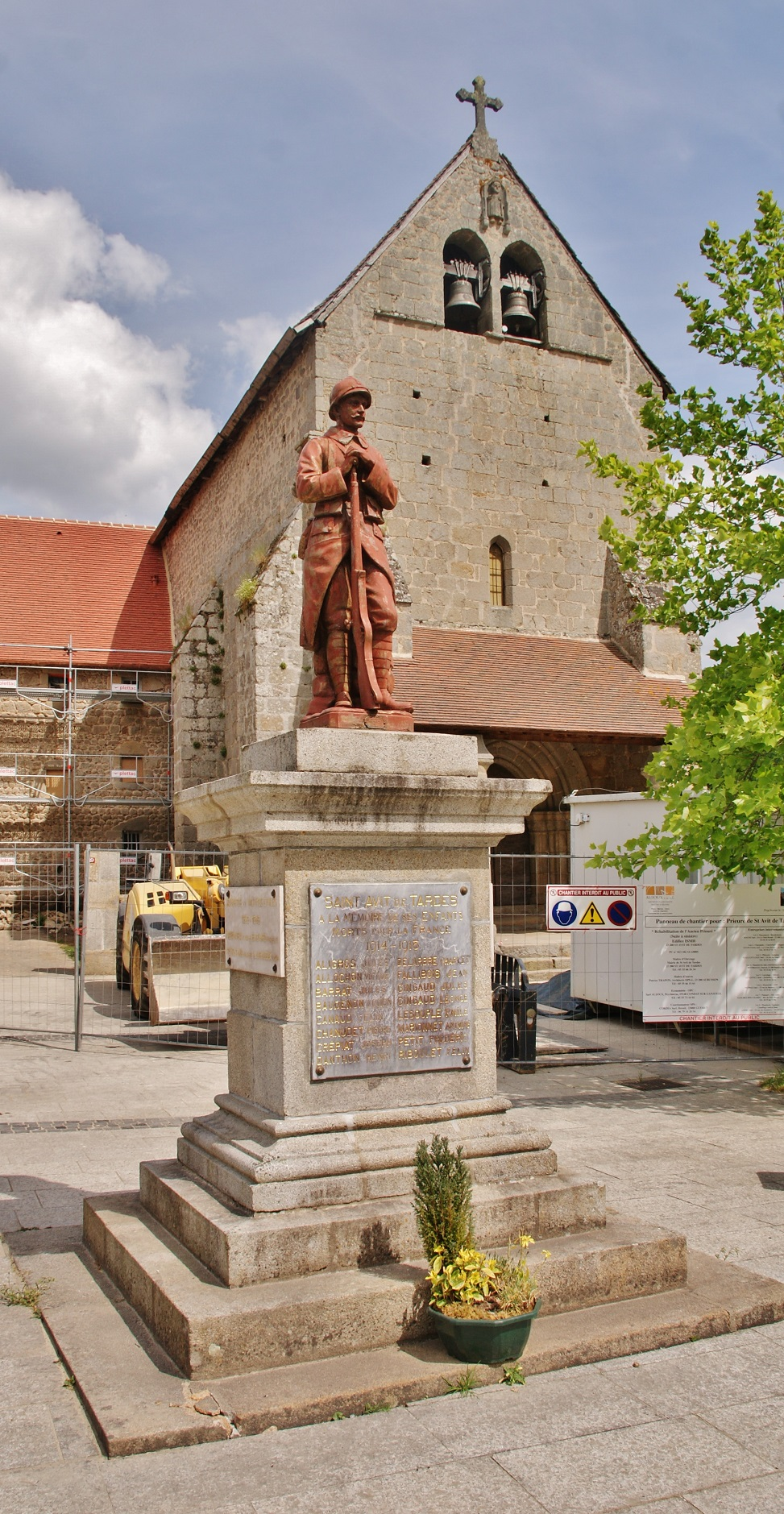
Kirche Saint-Avit
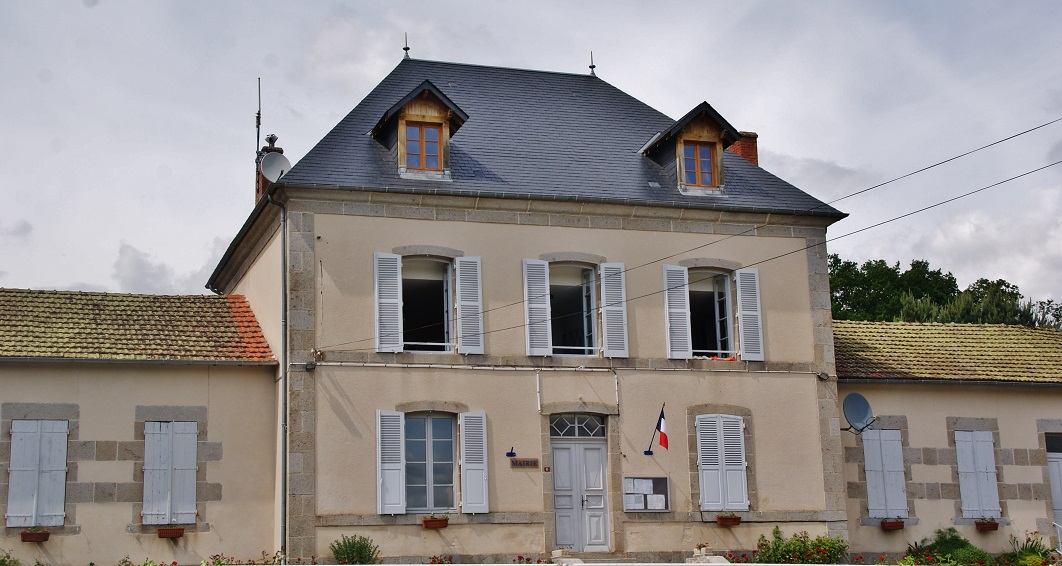
Mairie